# أنقرة (صوف)

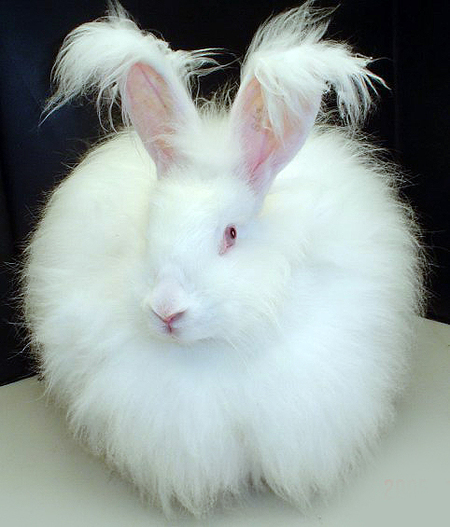
أرنب أنقرة.

الأنقُرة ويشيع باسم أنغورة هي ألياف صوف من شعر الأرانب البيضاء، قد يكون لونها أرمد فاتحًا أو أحمر قرميديًا. في حين أن شعر ماعز التبت (التبت ، جنوب إفريقيا ، الخ.) يسمى المخير. أتى اسم الأنغورة من الاسم القديم للمدينة التركية أنقرة. تعطي الأرانب أكثر من كيلوغرام من الشعر في السنة في وقت تبديل الشعر. يُمشط الشعر بمشط ليكون أملس ناعمًا لامعًا ولذلك يكون ذو جودة عالية إذا ما حُلِق. يستخدم الشعر فيما بعد لصنع الصوف أو الإستراخان.